# أوليفر أوقست
أوليفر أوقست (بالإنجليزية: Oliver August)‏ هو صحفي بريطاني، ولد في 1971.